# Westbau

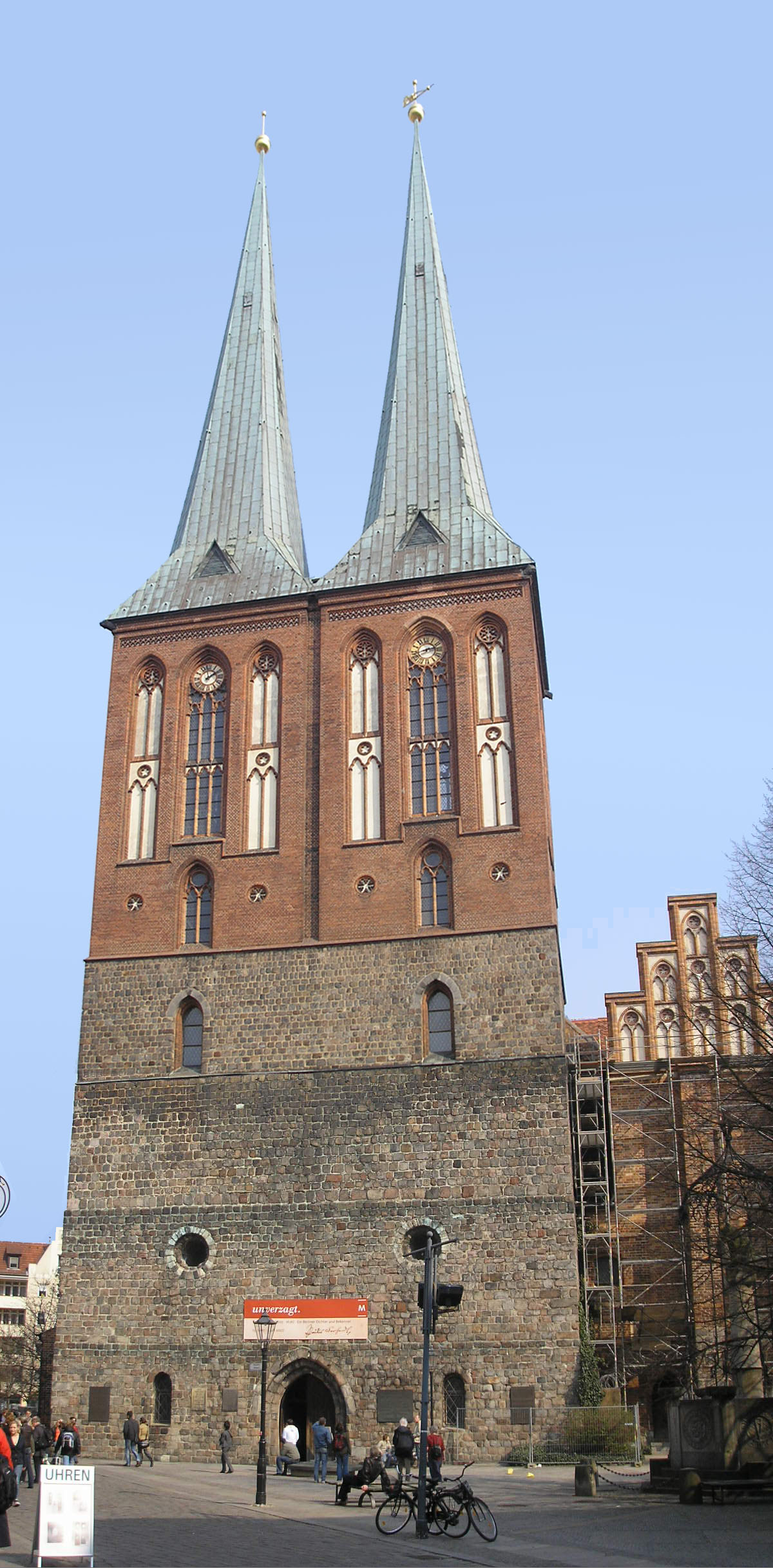
Westbau der Berliner Nikolaikirche (mit neuzeitlicher Aufstockung aus Backstein)

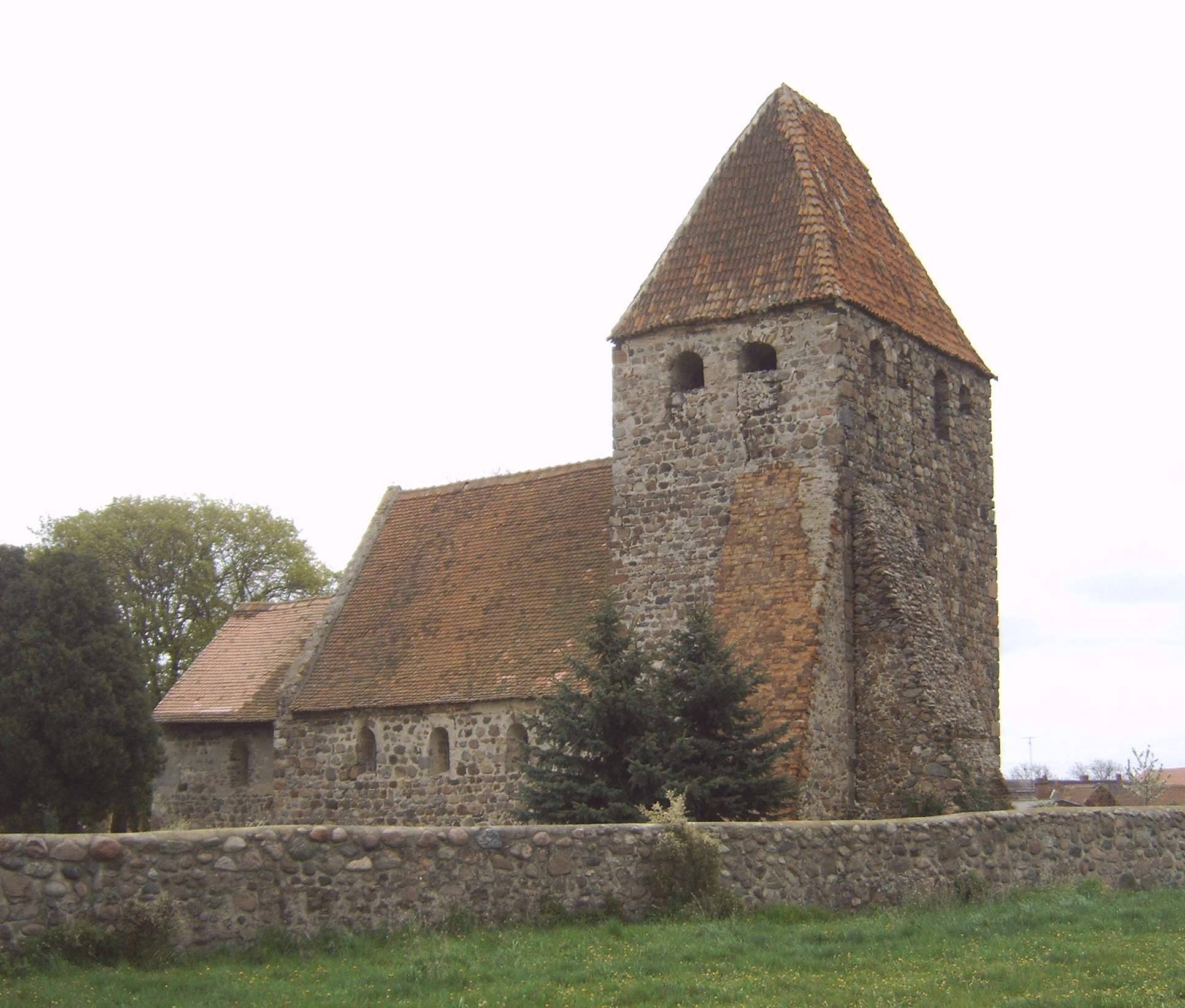
Dorfkirche in Buchholz bei Stendal in der Altmark

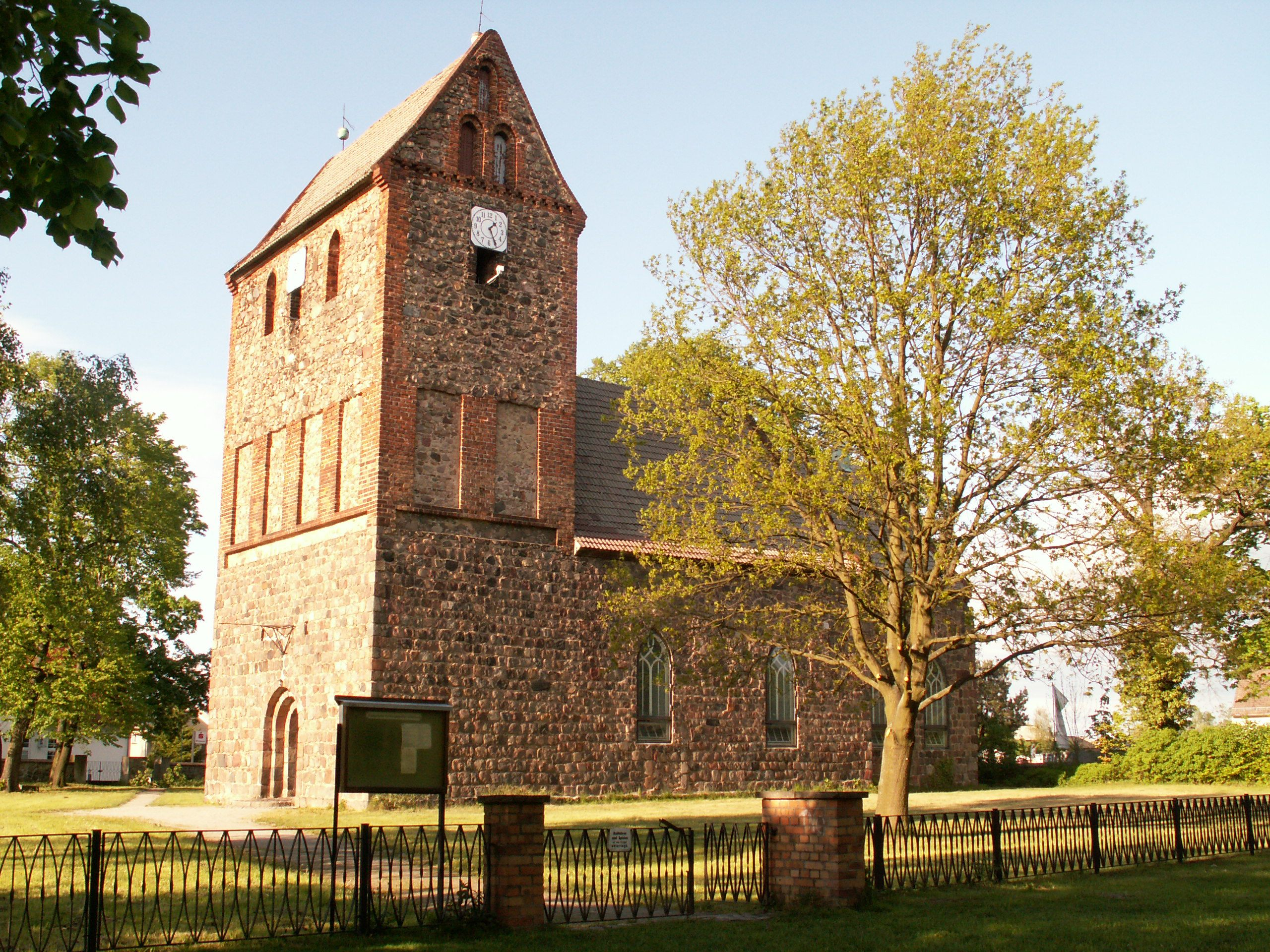
Westbau der Dorfkirche Lindenberg im Barnim östlich von Berlin

Westbau ist ein kunsthistorischer Oberbegriff für turmartige querrechteckige Baukörper am Westende einer Kirche. Unter diesem Terminus werden zusammengefasst: Westwerke, Sächsischer Westriegel, Doppelturmfassaden, Westtürme und weitere Westbauten, die in keine dieser Kategorien fallen.

## Märkischer Westbau
Als Märkischer Westbau wird eine spezifische Form des Kirchturms im Gebiet der Deutschen Ostsiedlung bezeichnet.
Der Kunsthistoriker Ernst Badstübner beschreibt die Westbauten östlich der Elbe als „kastenförmige Querbauten, die zwar – an der Westseite vor die Langschiffe gestellt – den Platz einer Turmfassade einnehmen, aber eher einem Haus gleichen, das man allenfalls als turmartig bezeichnen kann.“ Westbauten haben die Breite des Langhauses („schiffsbreit“); in manchen Fällen (z. B. in der Uckermark) haben sie geringe Überbreite.
In der Altmark und in der Kunstlandschaft Brandenburg treten diese Westbauten an Dorf- und Stadtkirchen gleichermaßen auf und sind in der Regel aus Granitquadern errichtet. Die Westbauten der Stadtkirchen unterscheiden sich von denen der Dorfkirchen lediglich durch größere Abmessungen und nur in Ausnahmefällen durch eine differenziertere Gestalt (z. B. Marienkirche in Prenzlau). Die städtischen Beispiele stammen überwiegend aus dem 13. Jahrhundert (konzentriert um die Jahrhundertmitte), also der Gründungszeit der meisten märkischen Städte. An Dorfkirchen treten Westbauten auch noch im 14. bis 16. Jahrhundert auf, dann allerdings meist mit ungequaderten Feldsteinen oder Mischmauerwerk. Überbreite begegnet eher an Stadt- als an Dorfkirchen.
In Brandenburg sowie im südlichen Vorpommern und im Elbe-Havel-Winkel von Sachsen-Anhalt gibt es – über weit mehr als 100 Dorfkirchen hinaus – rund 50 Westbauten an Pfarrkirchen von Städten und Markflecken (oppida). Ausnahmefälle sind der Dom von Havelberg und die Klosterkirche von Stolpe (unklar, weil Klosterkirchen in der Regel über keine massiven Westtürme verfügen).
Westbauten östlich der Elbe werden manchmal irrtümlich als Westwerke oder Westriegel bezeichnet. Da das wichtigste Kennzeichen der Westwerke oft ein Fürstensitz ist, können Westwerke nicht an Pfarrkirchen auftreten. Im Bereich der Deutschen Ostsiedlung war das Königtum nicht präsent. Westwerke liegen daher westlich der Elbe-Saale-Linie, Westbauten dagegen (sofern es sich nicht um den Oberbegriff handelt) östlich der Elbe. Der Bau von Westwerken läuft mit dem 11. Jahrhundert aus. Zur Errichtung von Westbauten (sofern nicht Oberbegriff) kommt es erst nach dem Beginn der Ostsiedlung (Mitte des 12. Jahrhunderts), vor allem im 13. Jahrhundert.

## Außerhalb der Mark Brandenburg
In der Zeit der Gotik entstanden an verschiedenen Orten Westbauten, die trotz monumentaler Fassade das Kirchenschiff oft nur wenig überragten und denen manchmal ein Turm, manchmal zwei Türme aufgesetzt wurden. 

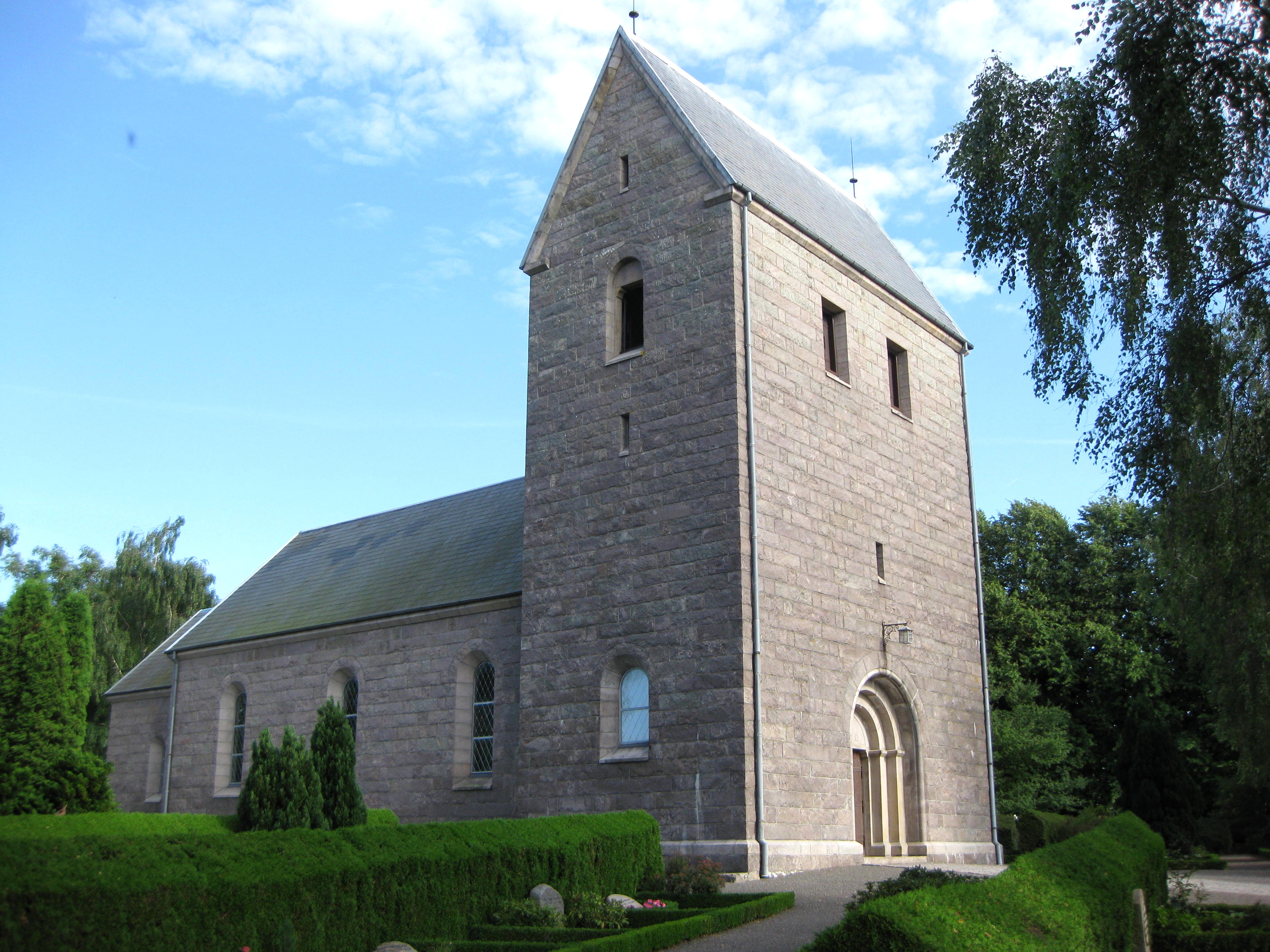
Rø Kirke; Bornholm
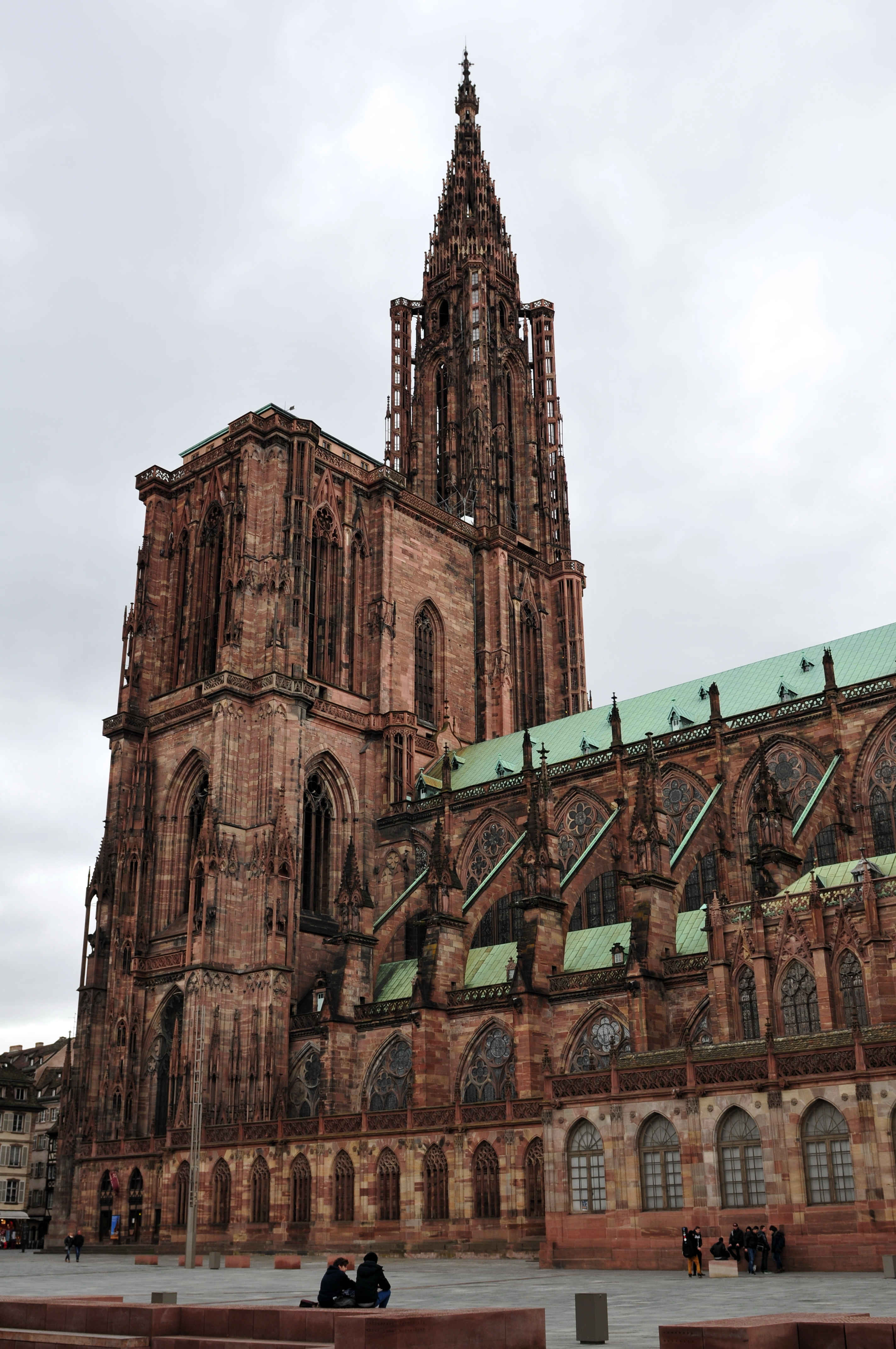
Straßburger Münster: unvollendete Zweiturmfassade durch Glocken-geschoss zwischen den Turmstümpfen abgewandelt zu einem Westbau mit waagerechtem Abschluss, dann neu geplanter Nordturm (neu geplanter Südturm nicht ausgeführt)
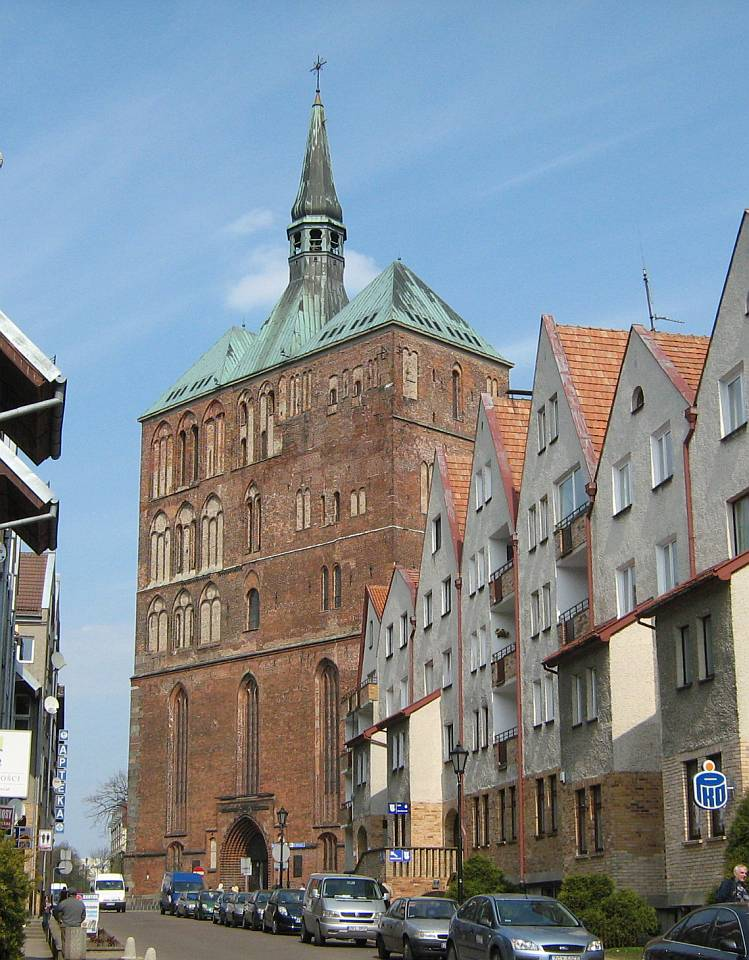
Kolberger Dom
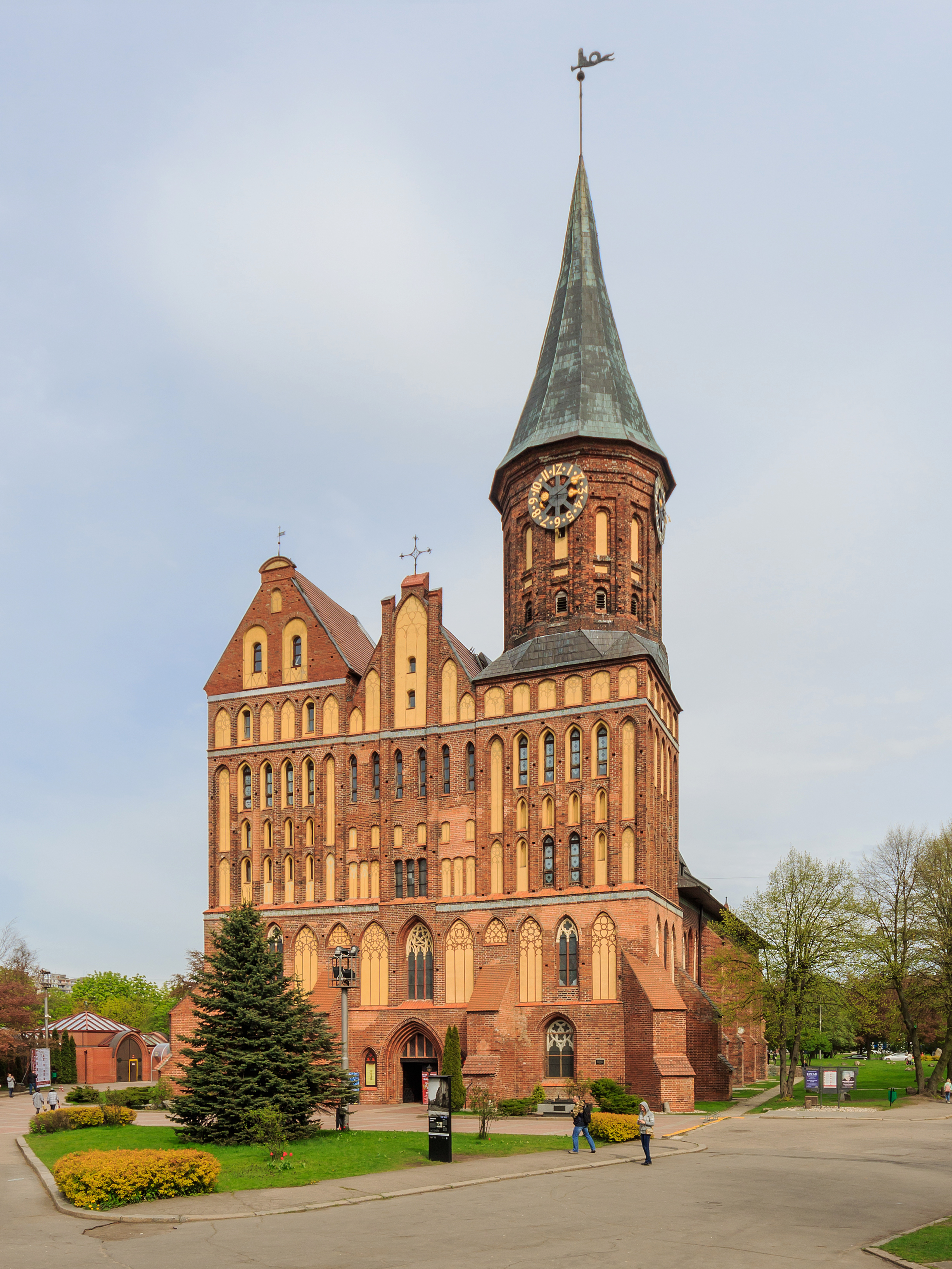
Königsberger Dom: Westfassade wie ein einheitlicher Baukörper
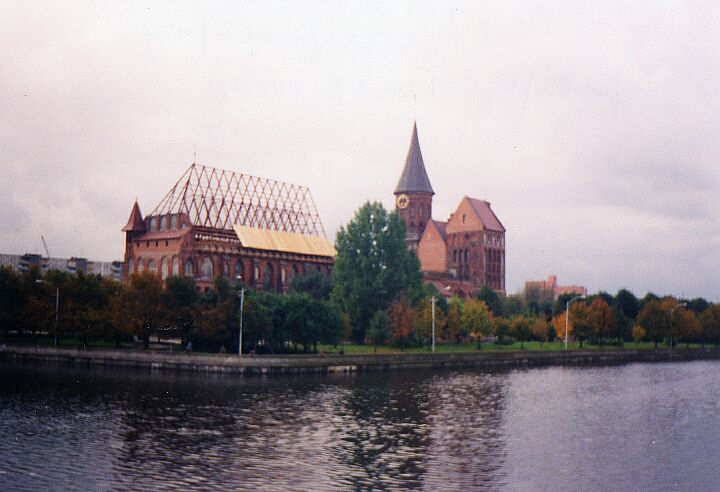
Königsberger Dom 1997: Die Rückseite der Turmfront offenbart zwei Türme mit Zwischenteil.